# Ginowan, Okinawa
Ginowan (宜野湾市 (Nghi Dã Loan thị) Ginowan-shi,  Okinawa: Jinoon) là một thành phố thuộc tỉnh Okinawa, Nhật Bản.
Tính đến năm 2012, thành phố có dân số ước tính 94.405 người, với 40.041 hộ gia đình và mật độ dân số 4.838,8 người trên mỗi km². Tổng diện tích là 19,51 km².
Thành phố giáp Chatan ở phía tây, Thành phố Okinawa ở phía Bắc, Urasoe ở phía nam và Nishihara ở phía Đông.

## Lịch sử
Ginowan bị tàn phá nặng nề trong Thế chiến II. Sau chiến tranh, một nửa diện tích của thành phố đã được quân đội Hoa Kỳ giao cho sử dụng. Một trại tị nạn được xây dựng ở khu vực Nodake của Ginowan. Dân số của trại tị nạn tăng theo cấp số nhân, và khu vực được đổi tên thành Thành phố Nodake. Các lực lượng chiếm đóng của Mỹ đã bãi bỏ thành phố Nodake vào năm 1946, và đổi tên thành khu vực Làng Ginowan. Sau đó, chính quyền chiếm đóng đã tịch thu các khu vực chính của Ginowan để xây dựng căn cứ quân sự. Khu vực này trở thành một thị trấn căn cứ với các căn cứ quân sự tập trung ở Nodaka và Futenma.
Khoảng 33% Ginowan đã được Bộ Quốc phòng Nhật Bản cho thuê để sử dụng làm căn cứ quân sự của Hoa Kỳ theo thỏa thuận phòng thủ lẫn nhau của Nhật Bản và Hoa Kỳ. Ginowan được nâng lên thành thành phố vào ngày 1 tháng 7 năm 1962.

## Thư viện ảnh

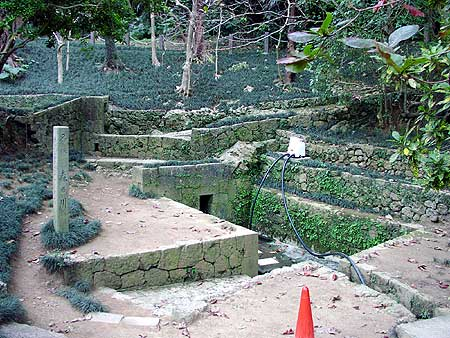
森の川
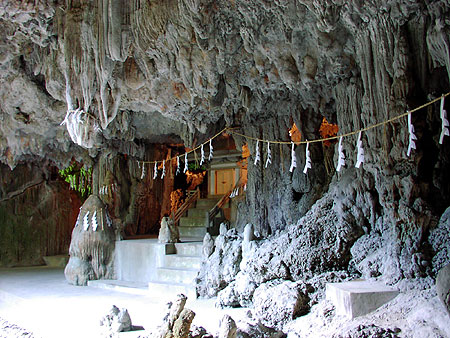
普天満宮洞穴
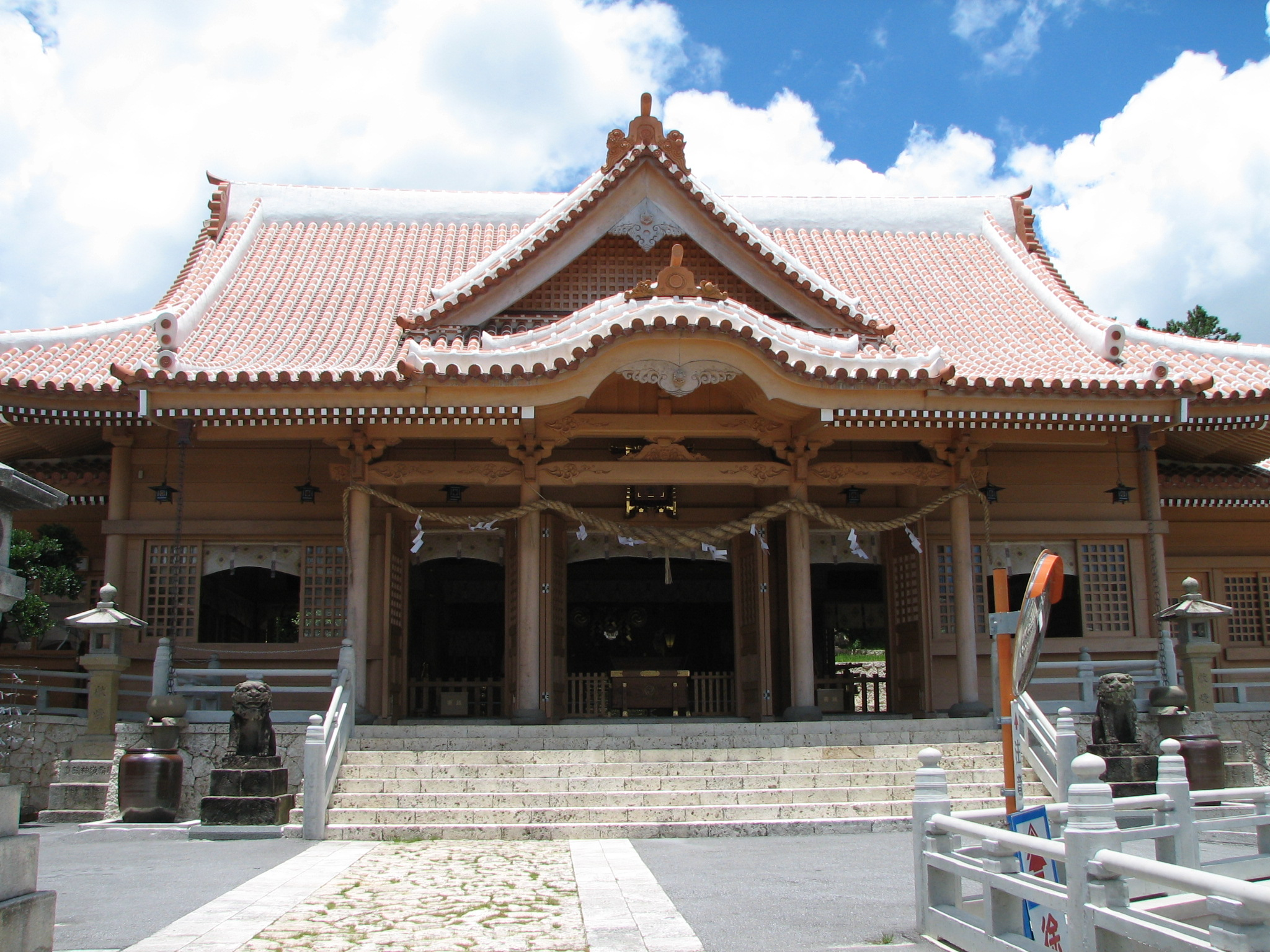
普天満宮
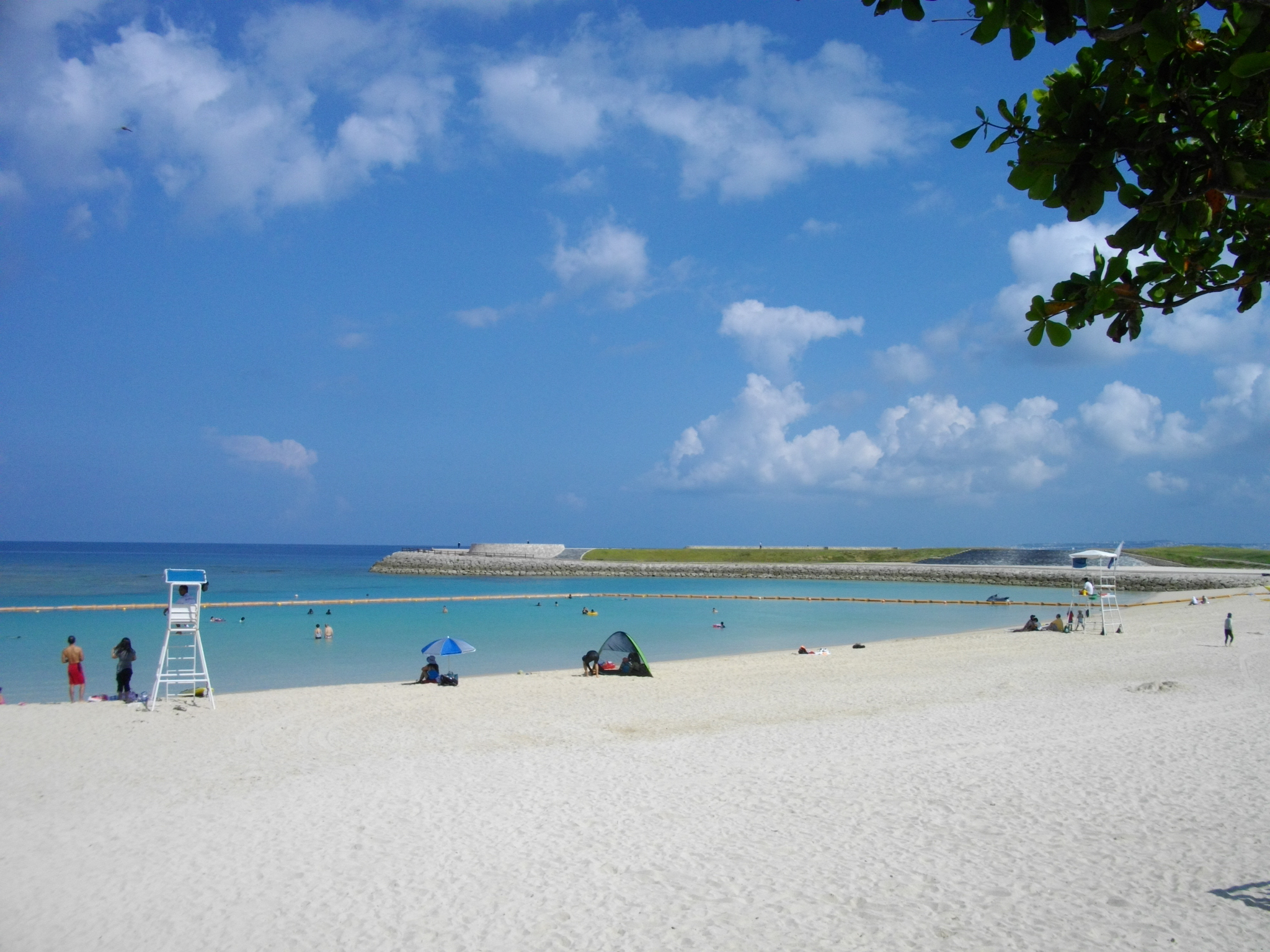
トロピカルビーチ
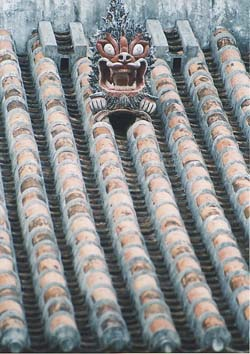
シーサー